# Anisocentropus triangulatus
Anisocentropus triangulatus är en nattsländeart som beskrevs av Georg Ulmer 1907. Anisocentropus triangulatus ingår i släktet Anisocentropus och familjen Calamoceratidae. Inga underarter finns listade i Catalogue of Life.